# سديم كوكبي

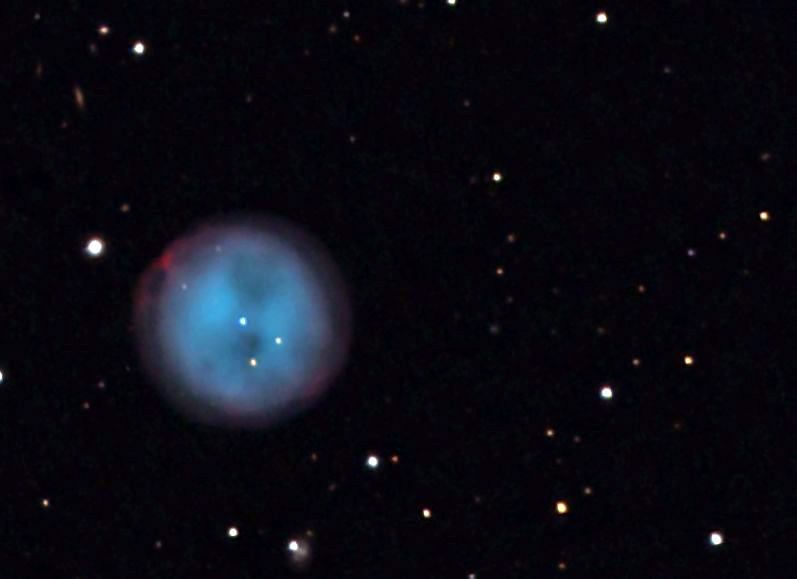
سديم كوكبي: سديم البومة أو مسييه 97.

السديم الكوكبي هو نوع من السديم الإشعاعي يتكون من طبقة متوهجة من الغاز المتأين المقذوف من النجوم العملاقة الحمراء في وقت متأخر من حياتها.
مصطلح «السديم الكوكبي» هو تسمية خاطئة في الواقع إذ لا علاقة له بالكواكب. نشأ المصطلح من الشكل الدائري لهذه السدم الذي يشبه الكواكب الذي رصده علماء الفلك باستخدام التلسكوبات القديمة. ربما استُخدم الاسم لأول مرة خلال ثمانينات القرن الثامن عشر من قِبل عالم الفلك الإنجليزي ويليام هيرشل الذي وصف هذه السدم بأنها تشبه الكواكب. مع ذلك، في يناير 1779، وصف عالم الفلك الفرنسي أنطوان داركييه دي بيليبوا رصده لسديم الحلقة بأنه «خافت جدًا، ولكنه محدد تمامًا؛ إنه كبير بحجم كوكب المشتري ويشبه كوكبًا متلاشيًا». على الرغم من اختلاف التفسير الحديث للسديم الكوكبي، ما زال المصطلح القديم مُستخدمًا.
تتشكل جميع السدم الكوكبية في نهاية حياة نجم ذي كتلة متوسطة، بكتلة تتراوح بين 1 و8 كتلة شمسية. من المتوقع أن تشكل الشمس سديمًا كوكبيًا في نهاية دورة حياتها. يُعتبر السديم الكوكبي ظاهرةً قصيرة العمر نسبيًا، إذ تستمر لعشرات الآلاف السنين فقط، مقارنةً بمراحل أطول بكثير في تطور النجمي. بمجرد أن يتبدد كل الغلاف الجوي للنجوم الحمراء العملاقة، تقوم الأشعة فوق البنفسجية النشطة من اللب المتوهج الساخن المكشوف، الذي يُسمى نواة السديم الكوكبي، بتأيين المادة المقذوفة. ينشط الضوء فوق البنفسجي الممتص بعد ذلك غاز السديم حول النجم المركزي، ما يجعله يظهر كسديم كوكبي ذي ألوان زاهية.
على الأرجح، تلعب السدم الكوكبية دورًا مهمًا في التطور الكيميائي لمجرة درب التبانة عن طريق طرد العناصر من النجوم حيث تكونت إلى الوسط بين النجمي. تُرصد السدم الكوكبية في المجرات البعيدة، ما يوفر معلومات مفيدة عن وفرتها الكيميائية.

بدءًا من تسعينات القرن العشرين، كشفت صور تلسكوب هابل الفضائي أن العديد من السدم الكوكبية لها أشكال معقدة للغاية ومتنوعة. خمسها تقريبًا كروية، لكن الغالبية ليست متماثلة كرويًا. ما زالت الطرق التي تنتج هذا التنوع الواسع من الأشكال والميزات غير مفهومة جيدًا، لكن النجوم المركزية الثنائية والرياح النجمية والمجالات المغناطيسية قد تلعب دورًا.

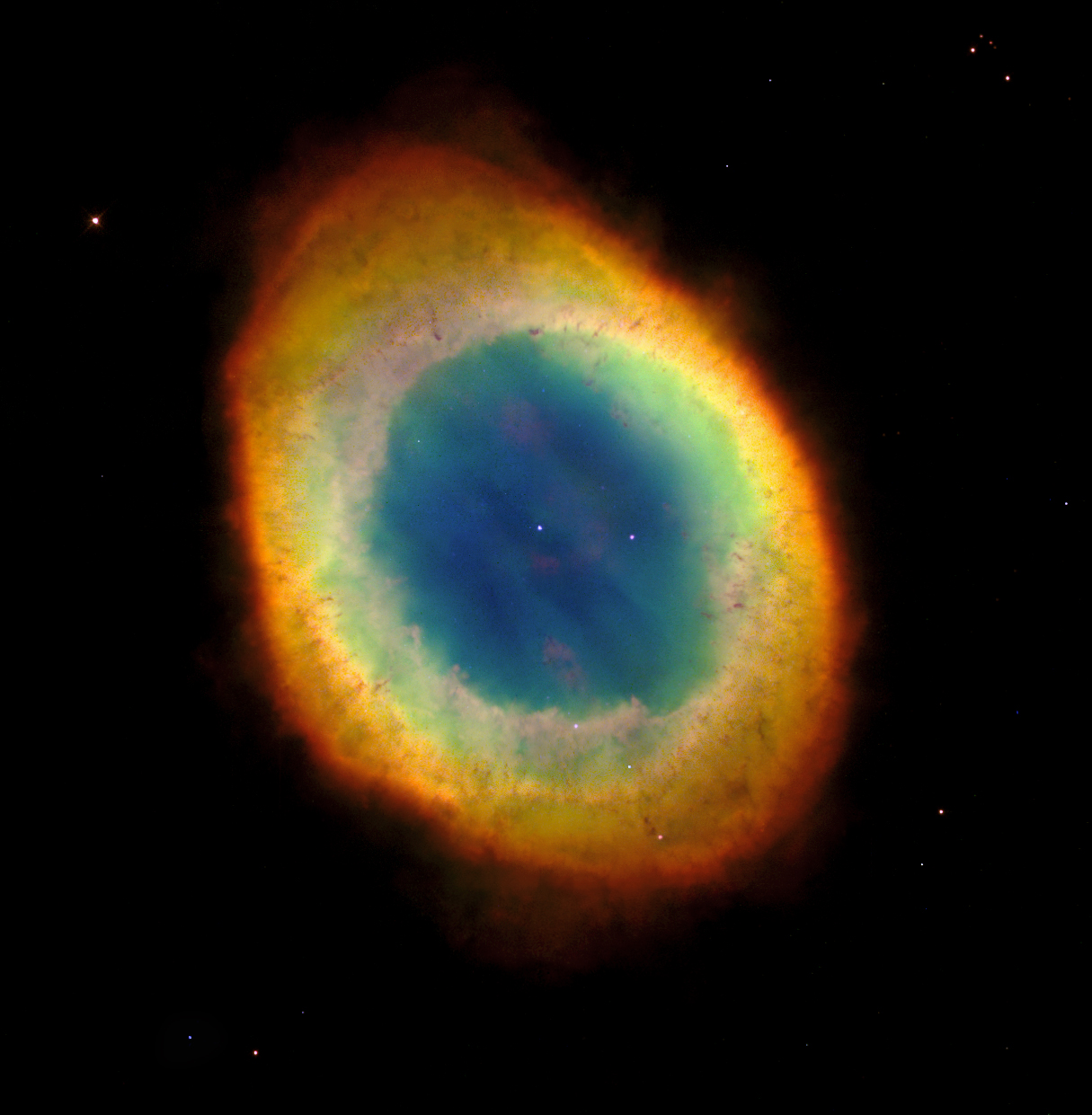
(سديم الحلقة و في وسطه قزم أبيض)

## الاكتشاف
يُعتبر سديم دمبل في كوكبة الثعلب أول سديم كوكبي اكتُشف (لكن كان ذلك قبل تسميته سديمًا كوكبيًا). رصده تشارلز ميسييه في 12 يوليو 1764 وأدرجه في تحت اسم إم 27 في قائمة الأجرام السديمية الخاصة به. بالنسبة للراصدين الأوائل الذين كان لديهم تلسكوبات منخفضة الدقة، ظهر إم 27 والسدم الكوكبية المكتشفة لاحقًا على شكل كواكب عملاقة مثل أورانوس. في وقت مبكر من يناير 1779، وصف عالم الفلك الفرنسي أنطوان داركييه دي بيليبويكس في رصده لسديم الحلقة بأنه «خافت جدًا، ولكنه محدد تمامًا؛ إنه كبير بحجم كوكب المشتري ويشبه كوكبًا متلاشيًا».

ظلت طبيعة هذه الأجرام غير واضحة. في عام 1782، اكتشف ويليام هيرشل، مكتشف أورانوس، سديم زحل (إن جي سي 7009) ووصفه بأنه «سديم مثير للفضول». في وقت لاحق وصف هذه الأجرام بأنها تشبه كواكب «نجمية النوع». مثلما لاحظ داركييه من قبله، وجد هيرشل أن قرص السديم يشبه كوكبًا خافت جدًا بحيث لا يمكن أن يكون واحدًا. في عام 1785، كتب هيرشل إلى جيروم لالاند:
«ليس لدينا حتى الآن فكرة واضحة عن هذه الأجرام السماوية وربما تكون من نوع مختلف تمامًا عن تلك التي نعرفها في السماء. لقد وجدت بالفعل أربعة بقطر مرئي يتراوح بين 15 و30 ثانية قوسية. يبدو أن هذه الأجرام تحتوي على قرص يشبه إلى حد ما الكواكب، أي أنه سطوعها متساوٍ في كل مكان، وهي مستديرة أو بيضاوية إلى حد ما، ومُحددة جيدًا مثل قرص الكواكب، وتبعث ضوءًا ساطعًا بما يكفي لتكون مرئية باستخدام تلسكوب عادي بقطر قدم واحدة فقط، ومع ذلك فهي تشبه نجومًا من القدر الظاهري التاسع».
قام هيرشل بإضافة هذه الأجرام في الفئة الرابعة من قائمة «السدم» الخاصة به، وفي النهاية قام بإدراج 78 «سديم كوكبي»، معظمها في الواقع مجرات.
استخدم هيرشل مصطلح «السدم الكوكبية» لوصف هذه الأجرام. أصل هذا المصطلح غير معروف. أصبحت تسمية «السديم الكوكبي» متأصلة في المصطلحات المستخدمة من قبل علماء الفلك لتصنيف هذه الأنواع من السدم، ولا تزال مستخدمة من قبل علماء الفلك حتى يومنا هذا.

## الأصل
على الأرجح، تنتهي حياة النجوم التي تزيد كتلتها عن 8 كتل شمسية في انفجارات مستعرة عظمى، في حين تنتج السدم الكوكبية فقط في نهاية حياة النجوم ذات الكتلة المتوسطة والمنخفضة التي تتراوح بين 0.8 و8 كتل شمسية. تقضي النجوم التي تشكل سدمًا كوكبية معظم حياتها في تحويل الهيدروجين إلى هيليوم في لبّها عن طريق الاندماج النووي عند حرارة تساوي 15 مليون كلفن تقريبًا. تولد هذه الطاقة الاندماجية ضغطًا خارجيًا في اللب ما يؤدي إلى موازنة الضغط الداخلي لجاذبية النجم. تُعرف حالة التوازن هذه بالنسق الأساسي، ويمكن أن تستمر لفترة تتراوح بين عشرات الملايين إلى مليارات السنين، وذلك اعتمادًا على كتلة النجم.
عندما يبدأ الوقود الهيدروجيني في اللب بالتلاشي، تبدأ الجاذبية في الضغط على اللب، ما يتسبب في ارتفاع درجة الحرارة إلى نحو 100 مليون كلفن. تؤدي درجات الحرارة المرتفعة هذه إلى توسيع الطبقات الخارجية الأكثر برودة ما يؤدي لتشكيل نجوم عملاقة حمراء أكبر بكثير. تسبب هذه المرحلة النهائية ارتفاعًا كبيرًا في لمعان النجوم، إذ تتوزع الطاقة المنبعثة على مساحة سطح أكبر بكثير، ما يؤدي في الواقع إلى انخفاض متوسط درجة الحرارة السطحية. باستخدام مصطلحات التطور النجمي، تُعرف النجوم التي تتعرض لهذه الزيادة في اللمعان باسم النجوم الفرعية العملاقة المقاربة (إيه جي بي). خلال هذه المرحلة، يمكن أن يفقد النجم ما بين 50 و70% من كتلته الكلية بسبب رياحه النجمية.
بالنسبة للنجوم المتفرعة العملاقة الأكثر ضخامة التي تشكل سدمًا كوكبية، والتي تتجاوز كتلة نجومها 3 كتل شمسية، يستمر لبّها بالانكماش. عندما تصل درجات الحرارة إلى نحو 100 مليون كلفن، تندمج نوى الهليوم المتاحة لتشكل كربون وأكسجين، ما يسمح للنجم بإشعاع الطاقة مرة أخرة، وبالتالي يتوقف تقلص اللب مؤقتًا. تشكل مرحلة اندماج الهليوم الجديدة لبًّا داخليًا متناميًا مكونًا من الكربون والأكسجين الخاملين. فوق اللب، توجد طبقة رقيقة يحدث فيها اندماج للهيليوم، محاطةً بطبقة أخرى يحدث فيها اندماج للهيدروجين. مع ذلك، فإن هذه المرحلة الجديدة لا تستمر سوى لـ 20000 سنة أو نحو ذلك، وهي فترة قصيرة جدًا مقارنةً بالعمر الإجمالي للنجم.
يستمر تسرب الغلاف الجوي إلى الفضاء بين النجمي، ولكن عندما تصل درجة حرارة السطح الخارجي للّب المكشوف إلى أكثر من 30000 كلفن، ينبعث ما يكفي من الأشعة فوق البنفسجية لتأيين الغلاف الجوي المقذوف، مما يتسبب في لمعان الغاز مشكلًا سديمًا كوكبي.

## دوم معروفة
منها :
_ سديم دمبل .
- سديم الحلقة .
- سديم دمبل الصغير .
- سديم البومة .
- سديم اللولب .
- سديم عين القط .
- سديم زحل .